# Marked Money
Marked Money è un film muto del 1928 diretto da Spencer Gordon Bennet.

## Trama
Una banda di tre delinquenti cerca di rubare 25 mila dollari a un vecchio moribondo.